# Kreditvärderingsinstitut
Ett kreditvärderingsinstitut är en organisation som bedömer kreditvärdigheten hos utfärdare av obligationer och liknande värdepapper. De utfärdare som bedöms är bland annat företag, kommuner och stater.
Flertalet kreditvärderingsinstitut är enbart verksamma inom vissa marknader, medan tre institut räknas som globalt verksamma. Alla dessa institut är privata företag. Denna typ av institut går tillbaka till John Moody, som 1909 började sätta betyg på amerikanska järnvägsbolag på en skala från AAA till D, och vars verksamhet senare utökades till bedömningar inom andra branscher och blev Moody's.
Olika institut använder liknande och jämförbara skalor, som dock inte är helt identiska, för att meddela sina bedömningar. Institutens bedömningar brukar ha ett avgörande inflytande på vilka räntor som sätts på marknaden för obligationer. Obligationer på BB+/Ba1 eller lägre kallas "skräpobligation"/"junk bond" och får inte köpas enligt många lågrisk-räntefonders policy. En obligation som når detta betyg, får då betydligt lägre kurs/högre ränta.

## Kritik och ansvarsutkrävande
Kreditvärderingsinstitutens roll har kommit att kritiseras eftersom det är de som utfärdar obligationer som betalar för att få en bedömning av sin kreditvärdighet. Institutens oberoende har därför ifrågsatts. Det har också påpekats att de globalt verksamma instituten genom sina inflytelserika bedömningar närmast har fått rollen av myndigheter, utan att faktiskt vara det, eftersom de är privata finansiella tjänsteföretag som utgör ett slags indirekt mellanhand i finansiella transaktioner.
2017 fick Moody's betala 7,7 Miljarder kronor till USA:s justitiedepartement och 21 delstater efter anklagelser om felaktig värdering av krediter av bostadslån som bidrog till att utlösa finanskrisen 2007–2008.

## Kreditvärderingsinstitut

### Globalt verksamma institut
- Fitch Ratings
- Moody's
- S&P Global Ratings

### Andra institut
- Scope Group